# Hoessein van Jordanië
Hoessein bin Talal (Arabisch: حسين بن طلال Ḥusayn bin Ṭalāl); (Amman, 14 november 1935 - aldaar, 7 februari 1999) was van 1952 tot 1999 koning van Jordanië.

## Jaren als prins
Nadat Hoessein zijn drie jaar Junior High in Jordanië had afgerond vertrok hij naar het Victoria College in Alexandrië en Harrow School in Engeland. Hierna maakte hij zijn opleiding af aan de Koninklijke Militaire Academie Sandhurst in Engeland.
Toen hij op 20 juli 1951 met zijn grootvader koning Abdoellah I van Jordanië Jeruzalem bezocht en ze de Al-Aqsamoskee betraden voor het vrijdaggebed werd er op de trappen van de moskee in opdracht van kolonel Abdullah Tell, militaire ex-gouverneur van Jeruzalem en Musa Abdullah Husseini een aanslag op ze gepleegd door Mustapha Shukri Usho. De koning kwam hierbij om het leven maar Hoessein raakte wonderwel slechts lichtgewond doordat een kogel afketste op een medaillon dat hij op aandringen van zijn grootvader op zijn borst had gespeld.

## Troonopvolging
Na de dood van koning Abdoellah I werd diens oudste zoon Talal gekroond tot koning. Talal leed echter aan schizofrenie en moest op 11 augustus 1952 gedwongen aftreden. Hij werd opgevolgd door zijn oudste zoon Hoessein. Doordat Hoessein nog maar 16 was werd hij formeel uitgeroepen tot koning, maar pas op 2 mei 1953 werd hij officieel gekroond.

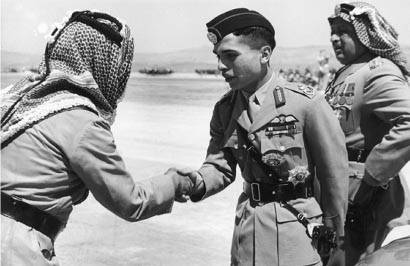
Hoessein als bevelhebber van het Jordaanse leger (1956)

In 1951 werd er onder koning Talal een liberale grondwet ingevoerd die van Jordanië een constitutionele monarchie maakte. Na een staatsgreep in 1957 ontbond Koning Hoessein het parlement echter waarna hij tot 1992 praktisch als alleenheerser regeerde. Vanaf 1992 werden politieke partijen weer toegestaan en in 1993 waren er voor het eerst sinds 1956 weer verkiezingen met meerdere politieke partijen.

### Zwarte September
Jordanië werd in de jaren zeventig gezien als een pro-westerse staat in het Midden-Oosten. Een dramatische episode in die tijd was Zwarte September, in de Arabische wereld wel aangeduid als de 'betreurenswaardige gebeurtenissen'. Op 1 september 1970 vonden er verschillende mislukte moordaanslagen plaats op de koning. Het Volksfront voor de Bevrijding van Palestina kaapte op 6 september drie vliegtuigen, op 9 september nog een en hield de passagiers gegijzeld. Volgens het Volksfront deden ze dit om de Amerikanen een lesje te leren wegens hun jarenlange steun aan Israël. Nadat op 12 september de passagiers waren vrijgelaten werden de vliegtuigen ten overstaan van de internationale pers opgeblazen. Dit tot grote woede van Hoessein. Op 16 september kondigde hij een staat van beleg af en in de dagen daarna vielen tanks de hoofdkwartieren van de Palestijnse organisaties in Amman aan. Ook in Irbid, Salt, Sweileh en Zarqa werden kampen aangevallen waarbij geen onderscheid wordt gemaakt tussen burgers en strijders.
Op 18 september probeerde Syrië, via de PLA, een pro-Syrische organisatie, in het conflict in te grijpen. Een PLA-strijdmacht ter grootte van een divisie werd uitgerust met tanks en reed Jordanië binnen om de Palestijnen te ontzetten. Amerikaanse hulp werd door Jordanië ingeroepen om de Syrische aanval te keren. Op verzoek van de Amerikanen werd door de Israëlische luchtmacht een aantal overflights uitgevoerd boven de tankcolonne van de PLA. Deze keerde daarop terug naar Syrië.
Het conflict leidde tot tienduizenden slachtoffers waarbij aan beide zijden bewust ook burgers getroffen werden. Hoessein werd hierop door velen bekritiseerd. Anderen beweerden echter dat er geen andere mogelijkheden meer waren. Hoesseins vierde echtgenote koningin Noor schreef later in haar boek Leap of Faith dat haar latere man niet anders kon, ook al was hij tegen geweld. Door de bombardementen van de Palestijnen, die ook geen burgers ontzagen, zag Hoessein zich genoodzaakt hard in te grijpen.
Anderen beweerden dat Hoessein deze bloedbaden liet aanrichten omdat de Palestijnse bevolking in Jordanië zijn gezag ondermijnde.

### Tweede Golfoorlog
Begin jaren 90 daagde Hoessein het Westen uit door in de Golfoorlog niet met hen mee te vechten tegen Saddam Hoessein.

### Vredesverdrag met Israël en dood Rabin
In 1994 voltooide Hoessein de onderhandelingen met Israël (die hij in het geheim in de jaren zeventig was gestart) wat resulteerde in de Verklaring van Washington (een vredesverdrag tussen Israël en Jordanië) en het formele einde van de oorlog met Israël betekende. Dit verdrag werd op 25 juli 1994 ondertekend in Washington DC.
Na het vredesverdrag bouwde hij een sterke vriendschap op met de Israëlische premier Yitzchak Rabin, met wie hij had onderhandeld over het vredesverdrag. Tijdens Rabins begrafenis sprak hij een rede uit.

### Stabilisatie van Jordanië
Hoessein is in grote mate verantwoordelijk geweest voor de opbouw van zijn land. Tijdens de Zesdaagse Oorlog hield hij stand en onder zijn leiding heeft de economie een grote groei doorgemaakt.
Verder zorgde hij voor verbeterde voorzieningen. In het begin van zijn regeerperiode zag hij er op toe dat er betere infrastructuren kwamen voor leidingwater en elektriciteit en liet hij riolen aanleggen. In het begin was slechts 10% van de bevolking aangesloten op het riool, aan het eind was dit 99%. Ook werd de kindersterfte teruggebracht.

## Huwelijk en gezin
De koning huwde in zijn leven viermaal. Zijn eerste twee huwelijken eindigden in een scheiding. Zijn derde vrouw stierf in een helikoptercrash. Zijn vierde vrouw overleefde hem.

### Eerste huwelijk

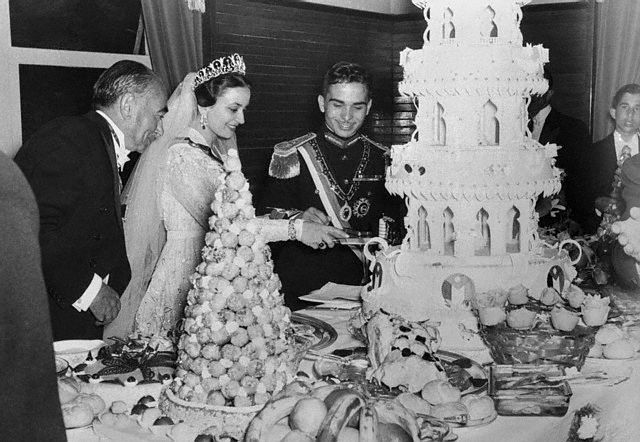
Huwelijk van Hoessein en Dina

Op 19 april 1955 trouwde hij met Sharifa Dina bint 'Abdu'l-Hamid. Zij was geboren in Egypte en een verre nicht van zijn vader. Dina is afgestudeerd aan de Universiteit van Cambridge en had op de Universiteit van Caïro Engels gegeven. Ten tijde van het huwelijk was zij 26 en hij 19 jaar. In 1956 kregen ze een dochter, Alia. In hetzelfde jaar scheidde het echtpaar en kreeg koningin Dina de titel Hare Koninklijke Hoogheid Prinses Dina Abdul-Hamid van Jordanië.
Het echtpaar kreeg een kind:
- Prinses Alia bint al-Hoessein van Jordanië (13 februari 1956).

### Tweede huwelijk
Op 25 mei 1961 trouwde de koning met Antoinette Avril Gardiner ('Toni Gardiner'). Zij was in 1941 geboren in Chelmondiston, Engeland. Op 30 januari 1962 kreeg zij de titel H.K.H. Prinses Moena al-Hoessein van Jordanië. Antoinette was een gelauwerd hockeyster, voormalig typiste en dochter van luitenant-kolonel Walter Percy Gardiner. Vaak wordt er nog gedacht dat Moena zich nooit tot de islam heeft bekeerd. De wet schrijft in Hoofdstuk VI, deel I, artikel 28e echter voor dat ieder persoon die recht heeft op de troon, geboren moet zijn uit de echtgenote van de koning en dat deze echtgenote moslim moet zijn. Als Moena niet bekeerd was, had Hoesseins zoon Abdoellah nooit koning kunnen worden. Na hun scheiding in 1972 deed zij afstand van haar koninklijke titels.
Het echtpaar kreeg vier kinderen:
- Abdoellah II bin al-Hoessein van Jordanië (30 januari 1962).
- prins Faisal bin al-Hoessein van Jordanië (11 oktober 1963), luitenant-generaal, voormalig kolonel van de Koninklijke Jordaanse Luchtmacht.
- prinses Aisha bint al-Hoessein van Jordanië (23 april 1968), brigadier-generaal van de Koninklijke Jordaanse Landmacht.
- prinses Zein bint al-Hoessein van Jordanië (23 april 1968).

### Derde huwelijk

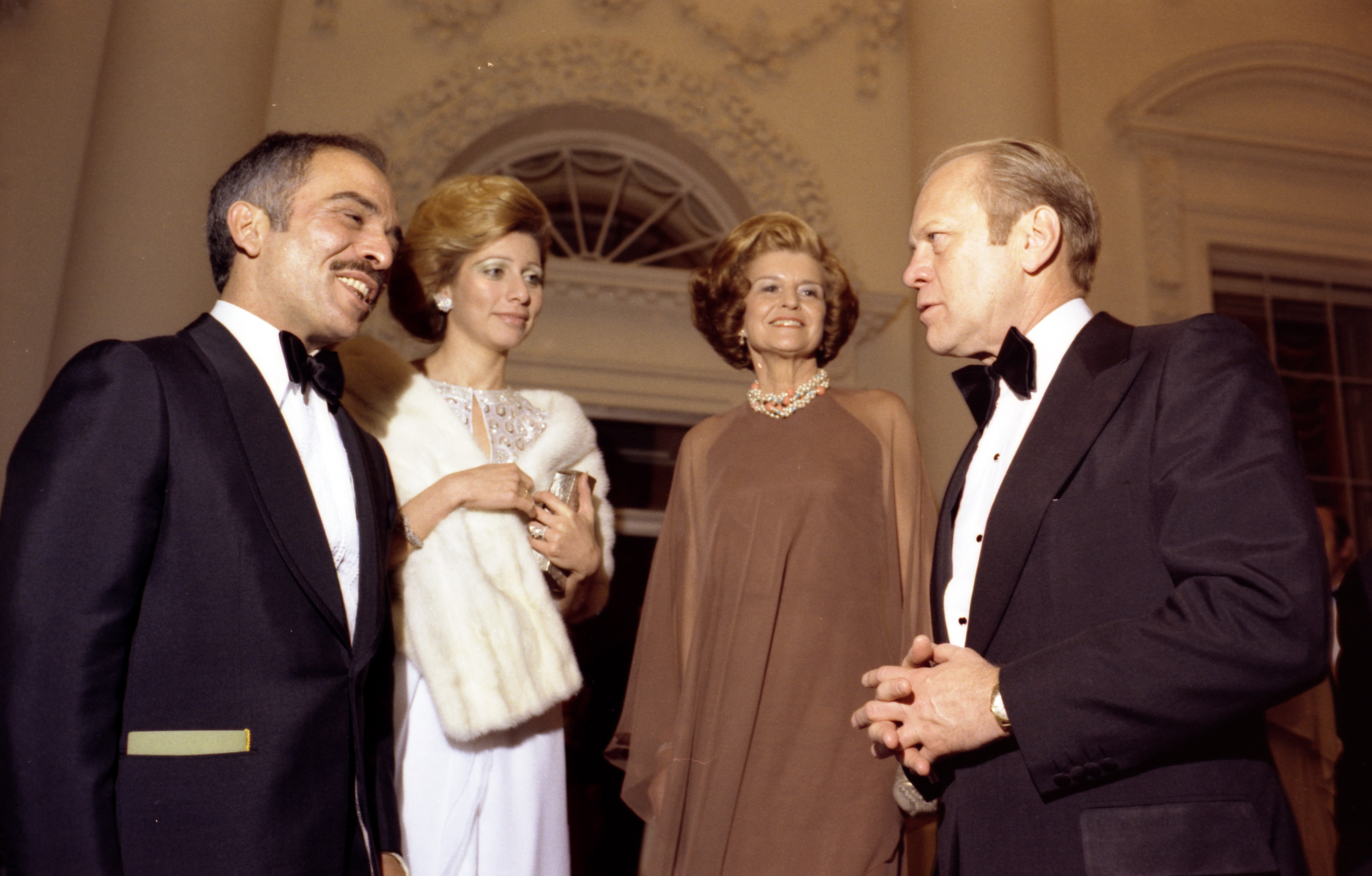
Hoessein en Alia met de toenmalige Amerikaanse president Gerald Ford en zijn echtgenote Betty

Op 24 december 1972 trouwde de koning met Alia Baha el-Din Toukan (25 december 1948). Zij kreeg hierdoor de titel H.M. Koningin Alia al-Hoessein van Jordanië. Op 9 februari 1977 kwam zij om het leven bij een helikopterongeluk in Amman. Het internationale vliegveld van Jordanië is naar haar vernoemd: Queen Alia International Airport.
Het echtpaar kreeg twee kinderen en adopteerde er een:
- prinses Haya bint al-Hoessein van Jordanië (3 mei 1974).
- prins Ali bin al-Hoessein van Jordanië (23 december 1975).
- Abir Muhaisen (januari 1973), die zij in 1976 adopteerden. Zij ging naar de kostschool Oldfields Prep School in Glencoe, Maryland, Verenigde Staten.

### Vierde huwelijk
Op 15 juni 1978 trouwde de koning met Lisa Najeeb Halaby (23 augustus 1951). Tijdens haar bekering tot de islam kreeg zij de titel en naam H.M. Koningin Noor Najeeb Halaby van Jordanië. Ze ontmoetten elkaar toen zij als architect werkte aan de ontwikkeling van de luchthaven van Amman. Momenteel is zij president van United World Colleges, een vereniging van 13 High Schools, opgericht tijdens de Koude Oorlog en met als doel om het begrip tussen de verschillende volkeren te promoten door middel van onderwijs en internationale uitwisseling van studenten. Na de dood van haar man bleef zij haar titel behouden. Doordat zij niet de moeder is van de huidige koning Abdoellah II, kan zij niet worden aangeduid als koningin-moeder en is er dus geen verschil met koningin Rania, de echtgenote van Abdoellah II.
Het echtpaar kreeg vier kinderen:
- prins Hamzah bin al-Hoessein van Jordanië (29 maart 1980). Van 1999 tot 2004 was hij kroonprins, tot zijn halfbroer Abdoellah II deze titel introk.
- prins Hashim bin al-Hoessein van Jordanië (10 juni 1981).
- prinses Iman bint al-Hoessein van Jordanië (24 april 1983).
- prinses Raiyah bint al-Hoessein van Jordanië (9 februari 1986).

## Overlijden
De koning werd al enige jaren behandeld voor een non-hodgkinlymfoom in de Mayo Kliniek in Rochester, in de Amerikaanse staat Minnesota. Door terugkerende koorts moest hij in januari 1999 onverwacht afreizen naar Amerika, waar hij onder andere een beenmergtransplantatie onderging. Deze mislukte, waarna hij moest worden opgegeven. De koning keerde terug naar Jordanië, waar hij overleed op 7 februari 1999.
Vlak voor zijn dood heeft hij zijn testament aangepast zodat zijn oudste zoon Abdoellah hem zou opvolgen in plaats van Hoesseins broer prins Hassan bin Al Talal. Hij behoorde tot de langst regerende leiders in de internationale politiek.

## Afbeeldingen

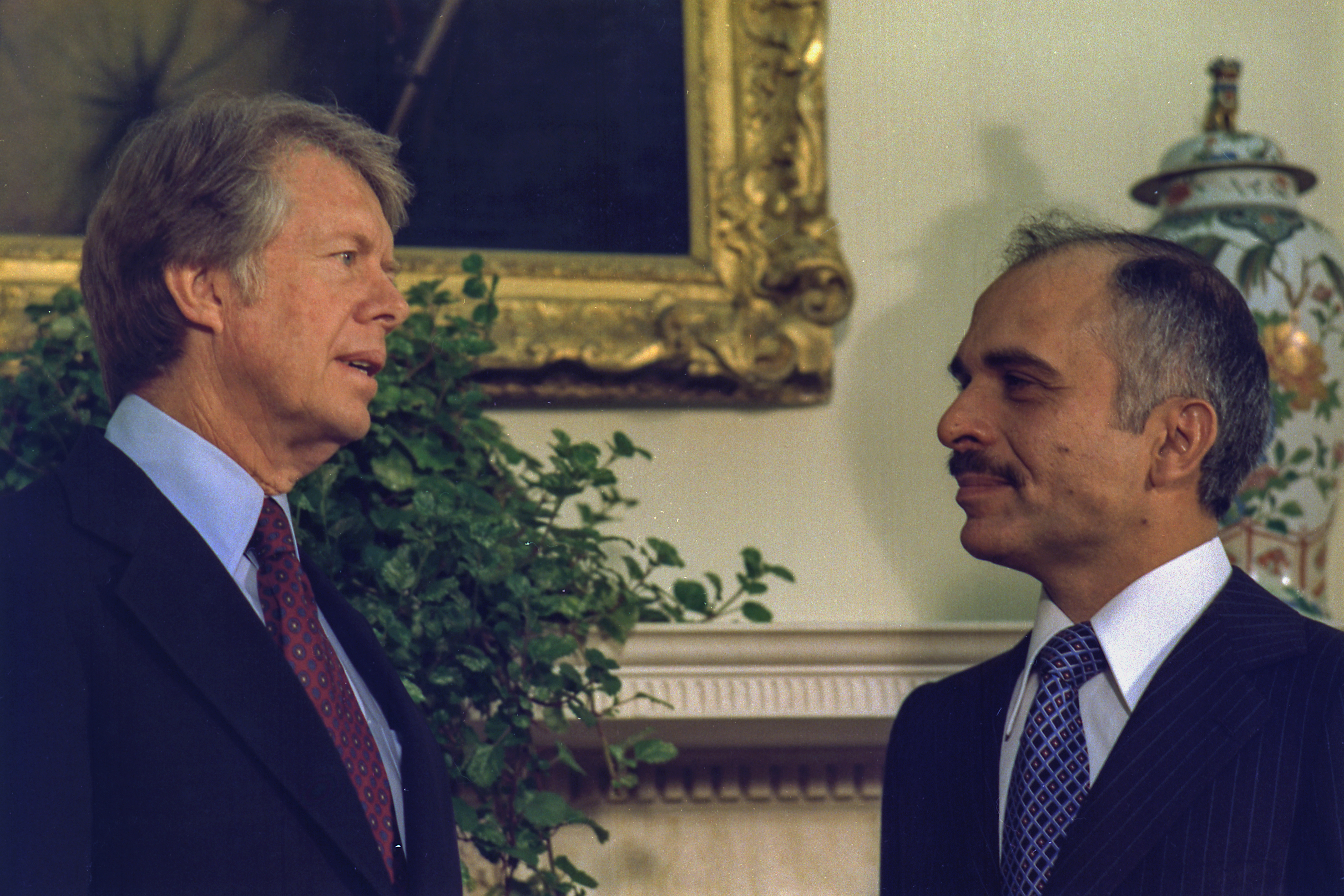
Koning Hoessein en de Amerikaanse president Jimmy Carter (1977)